# Falcău, Vijnița
Falcău (în ucraineană Фальків, transliterat Falkiv și în germană Falkeu) numit și Fălcăuți este un sat în raionul Vijnița din regiunea Cernăuți e un sat înființat de sovietici în Poiana de Sus, pe teritoriul Ucrainei, depinzând administrativ de comuna Șipotele pe Siret. Are 51 locuitori, preponderent ucraineni (huțuli).
Satul este situat la o altitudine de 664 metri, în partea de sud a raionului Vijnița.

## Istorie
Localitatea Falcău a făcut parte încă de la înființare din regiunea istorică Bucovina a Principatului Moldovei. După anexarea Bucovinei de către Imperiul Habsburgic în anul 1775, localitatea Falcău a făcut parte din Ducatul Bucovinei, guvernat de către austrieci, făcând parte din districtul Vijnița (în germană Wiznitz). 
După Unirea Bucovinei cu România la 28 noiembrie 1918, satul Falcău a făcut parte din componența României, în Plasa Răstoacelor a județului Storojineț. Pe atunci, majoritatea populației era formată din ucraineni, existând și comunități de români și de evrei.
Ca urmare a Pactului Ribbentrop-Molotov (1939), Bucovina de Nord a fost anexată de către URSS la 28 iunie 1940, reintrând în componența României în perioada 1941-1944. Apoi, Bucovina de Nord a fost reocupată de către URSS în anul 1944 și integrată în componența RSS Ucrainene. Satul a fost înființat de sovietici.Începând din anul 1991, satul Falcău face parte din raionul Vijnița al regiunii Cernăuți din cadrul Ucrainei independente. Conform recensământului din 1989, numărul locuitorilor care s-au declarat români plus moldoveni era de 10 (9+1), adică 13,5% din populația localității . În prezent, satul are 51 locuitori, preponderent ucraineni.

## Demografie
Componența lingvistică a localității Falcău
     Ucraineană (88,24%)
     Română (7,84%)
     Rusă (1,96%)
     Polonă (1,96%)
Conform recensământului din 2001, majoritatea populației localității Falcău era vorbitoare de ucraineană (88,24%), existând în minoritate și vorbitori de română (7,84%), rusă (1,96%) și polonă (1,96%).
1989: 74 (recensământ)
2001: 51 (recensământ)